# Mistrzostwa Europy w Lekkoatletyce 2014 – bieg na 10 000 m kobiet
Bieg na 10 000 metrów kobiet – jedna z konkurencji rozgrywanych podczas lekkoatletycznych mistrzostw Europy na Letzigrund Stadion w Zurychu.
Tytułu mistrzowskiego z 2012 broni Portugalka Ana Dulce Félix.

## Terminarz
| Data        | Godzina |       |
| ----------- | ------- | ----- |
| 12 sierpnia | 20:10   | Finał |

## Rekordy
Tabela prezentuje rekord świata, rekord Europy, najlepsze osiągnięcie na Starym Kontynencie, a także najlepszy rezultat na świecie w sezonie 2014 przed rozpoczęciem mistrzostw.
|                          | Zawodniczka       | Wynik    | Miejsce   | Data                  |
| ------------------------ | ----------------- | -------- | --------- | --------------------- |
| Rekord świata            | Wang Junxia       | 29:31,78 | Pekin     | 8 września 1993(dts)  |
| Listy światowe           | Sally Kipyego     | 30:42,26 | Palo Alto | 4 maja 2014(dts)      |
| Rekord mistrzostw Europy | Paula Radcliffe   | 30:01,09 | Monachium | 6 sierpnia 2002(dts)  |
| Rekord Europy            | Elvan Abeylegesse | 29:56,34 | Pekin     | 15 sierpnia 2008(dts) |

### Listy europejskie
Tabela przedstawia 10 najlepszych wyników uzyskanych w sezonie 2014 przez europejskie lekkoatletki przed rozpoczęciem mistrzostw.
| lp. | Zawodniczka        | Wynik    | Data       | Miejsce  |
| --- | ------------------ | -------- | ---------- | -------- |
| 1.  | Julia Bleasdale    | 31:42,02 | 4 maja     | Stanford |
| 2.  | Almensch Belete    | 31:43,05 | 4 maja     | Stanford |
| 3.  | Clémence Calvin    | 31:52,86 | 7 czerwca  | Skopje   |
| 4.  | Jéssica Augusto    | 31:55,56 | 7 czerwca  | Skopje   |
| 5.  | Sara Moreira       | 32:01,42 | 7 czerwca  | Skopje   |
| 6.  | Karolina Jarzyńska | 32:03,57 | 7 czerwca  | Skopje   |
| 7.  | Joanne Pavey       | 32:11,04 | 10 maja    | Londyn   |
| 8.  | Jip Vastenburg     | 32:11,90 | 4 kwietnia | Stanford |
| 9.  | Walentina Galimowa | 32:14,82 | 9 lipca    | Jerino   |
| 10. | Jelena Nagowicyna  | 32:16,31 | 9 lipca    | Jerino   |

### Finał
| Poz. | Zawodniczka           | Reprezentacja   | Czas     | Uwagi |
| ---- | --------------------- | --------------- | -------- | ----- |
|      | Joanne Pavey          | Wielka Brytania | 32:22,39 |       |
|      | Clémence Calvin       | Francja         | 32:23,58 |       |
|      | Laila Traby           | Francja         | 32:26,03 | PB    |
| 4    | Jip Vastenburg        | Holandia        | 32:27,37 | NUR   |
| 5    | Sara Moreira          | Portugalia      | 32:30,12 |       |
| 6    | Sabrina Mockenhaupt   | Niemcy          | 32:30,49 |       |
| 7    | Wolha Mazuronak       | Białoruś        | 32:31,15 | PB    |
| 8    | Fionnuala Britton     | Irlandia        | 32:32,45 | SB    |
| 9    | Krisztina Papp        | Węgry           | 32:32,62 | SB    |
| 10   | Jelena Nagowicyna     | Rosja           | 32:33,64 |       |
| 11   | Jelena Prokopcuka     | Łotwa           | 32:34,03 | SB    |
| 12   | Ana Dulce Félix       | Portugalia      | 32:35,90 |       |
| 13   | Karolina Jarzyńska    | Polska          | 32:40,98 |       |
| 14   | Beth Potter           | Wielka Brytania | 32:53,17 |       |
| 15   | Almensch Belete       | Belgia          | 33:03,87 |       |
| 16   | Carla Salomé Rocha    | Portugalia      | 33:05,49 |       |
| 17   | Lidia Rodríguez       | Hiszpania       | 33:17,39 |       |
| 18   | Gema Barrachina       | Hiszpania       | 33:24,65 |       |
| 19   | Katarína Berešová     | Słowacja        | 33:28,60 |       |
| 20   | Walentina Galimowa    | Rosja           | 33:36,45 |       |
| 21   | Zsófia Erdélyi        | Węgry           | 33:41,72 |       |
| 22   | Anastasía Karakatsáni | Grecja          | 33:53,00 | NUR   |
| 23   | Lucie Sekanová        | Czechy          | 33:57,29 |       |
| 24   | Runa Skrove Falch     | Norwegia        | 38:06,59 |       |
| –    | Sophie Duarte         | Francja         | DNF      |       |
| –    | Dolores Checa         | Hiszpania       | DNS      |       |